# Courtney Paris
Courtney Lynne Paris (San Jose, 21 settembre 1987) è un'ex cestista e allenatrice di pallacanestro statunitense, professionista nella WNBA.

## Carriera
È stata selezionata dalle Sacramento Monarchs al primo giro del Draft WNBA 2009 (7ª scelta assoluta).
Con gli Stati Uniti ha disputato i Campionati americani del 2007.

## Palmarès
- Campionessa WNBA (2018)
- 2 volte miglior rimbalzista WNBA (2014, 2015)

## Famiglia
È figlia dell'ex giocatore di football americano Bubba Paris, vincitore di tre Super Bowl con i San Francisco 49ers, e sorella di Ashley, anche lei giocatrice nella WNBA.